# Jean Bergeret
Jean Bergeret fue un médico y un botánico francés ( * 1751 , Pontacq-1813, Pau ).
Luego de su matrimonio en 1771, realiza estudios de Filosofía y se diploma en 1773. Se separa de su mujer en 1780, y se instala en Morlaàs y comienza estudios de medicina, obteniendo su doctorado en 1788.
Fue favorable a la Revolución, y fue alcalde de Morlaàs durante todo ese periodo difícil. Obtiene su divorcio en 1795 y se casa nuevamente inmediatamente. Su segunda esposa, Magdeleine Laterrade muere en 1804 dejándole la educación de sus tres hijos.
Además de practicar la medicina, enseña Historia natural en la Escuela central de Pau de 1796 a 1802. Publica en el Año X (1803) su única obra : Flore des Basses-Pyrénées (dos volúmenes, Pau), utililando la clasificación linneana. Bergeret fallece en una epidemia de fiebre que afectó la región. Su hijo, Eugène Bergeret (1799-1868), luego de etudoar medicina en París, lo reemplaza como médico y como alcalde.
No debe confundirse a Jean Bergeret con un homónimo, igualmente botánico: Jean-Pierre Bergeret (1752-1813) autor de Phytonomatotechnie universelle.